# Fighter Squadron
Fighter Squadron is een Amerikaanse oorlogsfilm uit 1948 onder regie van Raoul Walsh.

## Verhaal
Majoor Ed Hardin is de bevelhebber van een jachteskader. Hij is gestationeerd op een Amerikaanse luchtmachtbasis in Engeland. Als zijn manschappen de plannen voor de landing in Normandië te horen krijgen, is de spanning te snijden. 

## Rolverdeling
| Acteur             | Personage                     |
| ------------------ | ----------------------------- |
| Edmond O'Brien     | Majoor Ed Hardin              |
| Robert Stack       | Kapitein Stuart L. Hamilton   |
| John Rodney        | Kolonel William Brickley      |
| Tom D'Andrea       | Sergeant James F. Dolan       |
| Henry Hull         | Brigadegeneraal Mike McCready |
| James Holden       | Luitenant Tennessee Atkins    |
| Walter Reed        | Kapitein Duke Chappell        |
| Shepperd Strudwick | Brigadegeneraal Mel Gilbert   |
| Arthur Space       | Majoor Sanford                |
| Jack Larson        | Luitenant Kirk                |
| Bill McLane        | Soldaat Wilbur                |
| Mickey McCardle    | Jacobs                        |
| Jeff Richards      | Kapitein                      |